# Блэк, Анжелика
Анжелика Блэк (англ. Angelika Black), настоящее имя Александра Панаит (рум. Alexandra Panait, род. 25 октября 1987 года) — румынская фотомодель, стриптизёрша, порноактриса.

## Биография
Родилась 25 октября 1987 года в столице Румынии в городе Бухарест.

## Карьера
Карьеру начала в 2006 году как стриптизёрша и порноактриса. Имеет на теле татуировки в виде китайских иероглифов 命 (жизнь) и 愛 (любовь). В 2009 году сделала операцию по увеличению груди. Работает в модельном агентстве города Будапешта Brillbabes.

## Премии и номинации
| Год  | Церемония      | Категория                               | Работа | Результаты |
| ---- | -------------- | --------------------------------------- | ------ | ---------- |
| 2009 | Hot d'Or       | Лучшая европейская старлетка            |        | Победа     |
| 2009 | AVN Award      | Лучшая иностранная исполнительница года |        | Номинация  |
| 2010 | Erotixxx Award | Лучшая европейская актриса              |        | Победа     |
| 2011 | AVN Award      | Лучшая иностранная исполнительница года |        | Номинация  |
| 2012 | XBIZ Award     | Иностранная исполнительница года        |        | Номинация  |
| 2012 | AVN Award      | Лучшая иностранная исполнительница года |        | Номинация  |
| 2013 | AVN Award      | Лучшая иностранная исполнительница года |        | Номинация  |